# Hailuoto

Localização da ilha Hailuoto

Escudo

Hailuoto (em sueco:  Karlö) é uma ilha no Golfo de Bótnia e um município de Oulu, na Ostrobótnia do Norte, Finlândia. Tinha em 2007 cerca de 1000 habitantes. A área da ilha é de 196,56 km ² (com as zonas marítimas), dos quais 5,26 km ² de água. A densidade era de 5,0 hab/km².